# طه خضر عبيد
طه خضر عبيد، هو مؤرخ، وأستاذ جامعي، وباحث، يعمل أستاذا في قسم التاريخ بكلية التربية بجامعة الموصل منذ أواخر السبعينات من القرن الماضي.حاصل على شهادة الدكتوراه في كلية الفلسفة - أثينا-اليونان عام 1988 .حاصل على رتبة الأستاذية 2002 .ألف الدكتور 9 كتب منشورة. ونشر أكثر من 40 بحثاً في المجلات العلمية العراقية والعربية. وكذلك ناقش وأشرف على عدد من رسائل الماجستير واطاريح الدكتوراه.

## مؤلفاته

### دراسات
- تنظيمات الجيش البيزنطي.
- دراسات في المدن العربية والإسلامية،
- العيون والجواسيس بين العباسيين والبيزنطيين
- الصراع البحري العباسي البيزنطي
- النفير العربي الإسلامي إلى جبهة الثغور البرية مع الدولة البيزنطية[1]

### كتب
- من بغداد إلى القسطنطينية[2]
- المدينة الإسلامية - تاريخها وتخطيطها وعوامل الازدهار والانحطاط[3]

- «تاريخ الدولة البيزنطية 324_1453م» [4][5]، الذي أكد فيه على إن قيام الإمبراطورية البيزنطية في النصف الأول من القرن الرابع للميلاد، واستمرارها إلى النصف الثاني من القرن الخامس للميلاد، يجعلها أكثر الإمبراطوريات عمرا في التاريخ، لأنها دامت أكثر من أحد عشر قرناً من الزمان، وكما هو معروف فأن تاريخ الإمبراطورية يقع في ثلاثة مراحل هي:

المرحلة الأولى: التي تمثل العصر المبتدأ لقيام الإمبراطورية الذي تميز في عهد الإمبراطور دقلديانوس (284_305م) ويجد بداية قيام الإمبراطور قسطنطين الكبير (306_337م)، وتستمر هذه المرحلة إلى بداية ظهور الإمبراطور هرقل (610_641م).
المرحلة الثانية: وتمتد من القرن السابع الميلادي إلى القرن الثاني عشر الميلادي وهي أزهى عصور الإمبراطورية البيزنطية (641_1185م) وتخللتها فترات من الضعف والفوضى لكنها كانت عابرة.
المرحلة الثالثة: والتي تبدأ من نهاية القرن الثاني عشر للميلادي (1185_1453م) حتى سقوط الإمبراطورية وعاصمتها على يد الأتراك العثمانيين.
ويؤكد الباحث إن دراسة التاريخ البيزنطي له من الأهمية التي لا تنحصر في كونها ظهرت ثم زالت، وتكمن الأهمية في أنها كانت أنموذج لإمبراطورية واسعة وقوية لها مكانتها السياسية والدينية والعسكرية، وان سياسة الدولة الداخلية كانت ذات أهمية كبيرة في تامين عناصر قوتها والتي حددت طبيعة سياستها وعلاقتها الخارجية مع الدول المجاورة وخاصة للجوانب الاقتصادية والتعليمية والحضارية الأخرى ذات الأهمية في فهم التاريخ البيزنطي وبشكل خاص علاقات الإمبراطورية مع العرب المسلمين.
قسم الكتاب إلى اثنا عشر فصلاً، تناول الفصل الأول العصر المبكر للتاريخ البيزنطي، كما تضمن تسمية الإمبراطورية وعهد الإمبراطور دقلديانوس (284_305م) والإمبراطور قسطنطين العظيم (306_337م).
إما الفصل الثاني فقد تناول مرحلة إعادة وتوحيد الإمبراطورية الذي يبدأ بأسره جستنيان (518_610م) وأعمال الإمبراطور جستنيان وسياسته الداخلية والخارجية.
وتناول الفصل الثالث، أسرة هرقل (610_641م)، وأحوال الإمبراطورية في عهد الإمبراطور هرقل وأبنائه، وخلفاء هرقل التي امتدت (610_711م)، كما تضمن الفصل ظهور دور العرب المسلمين ونجاحاتهم في تحقيق النصر بين البيزنطيين في بلاد الشام وحصر شمال إفريقيا، وتناول مرحلة الفوضى التي مرت بها الإمبراطورية البيزنطية في (711_717م).
وعالج الفصل الرابع الأسرة الايسورية (717_820م)، وركز على علاقات الإمبراطورية مع العرب والمسلمين ومحاولات فتح القسطنطينية وتشريعات الإمبراطور ليو الثالث والموقف من الحركة الايقونية واللا ايقونية والعلاقات مع العرب والمسلمين طيلة عهد الأسرة الايسورية.
وتناول الفصل الخامس، الأسرة العمورية (820_867م) وتضمن العلاقات الخارجية مع الدول المجاورة لثورة ما يسمى الصقليين، وفتح العرب لجزيرة كريت وجزيرة صقلية وكذلك فتح عمورية.
وجاء الفصل السادس ليتناول الأسرة المقدونية وبخاصة المرحلة الأولى في حكمها والذي يمثل مرحلة الازدهار (867_912م) وتناول الإمبراطوريين باسيل الأول وابنه ليو السادس وإعمالهم وأحوال الإمبراطورية في عهدهم. ويسمى هذا العصر بالعصر الذهبي.
وتضمن الفصل السابع المرحلة الثانية من تاريخ الأسرة المقدونية (912_1025م) والتركيز على الأباطرة الأقوياء والقادة العسكريين الذين وصلوا إلى عرش الإمبراطورية.
وتناول الفصل الثامن قسمين الأول الأسرة المقدونية وقيام الحكومة المدنية (1025_1059م)، والقسم الثاني أباطرة أسرة دوقاس وعصر الاضطراب والخطر السلجوقي وينتهي سنة 1081م.
وتضمن الفصل التاسع الأسرة الكومينية من (1081_1185م) وتوضيح أهم أباطرتها وسياستهم الداخلية والخارجية وعلاقاتهم مع الدول والقوى المجاورة والتي شهدت بدايات الحملات الصليبية من الغرب إلى المشرق العربي الإسلامي.
وجاء الفصل العاشر ليعالج الإمبراطورية (1185_1354م).وتناول الفصل الحادي عشر ظهور الأتراك العثمانيين وسقوط القسطنطينية على أيديهم سنة 1453م. أما الفصل الثاني عشر فكرس لمتابعة الجوانب الحضارية للإمبراطورية البيزنطية ووسائل الاتصال الحضاري مع العرب المسلمين، والثقافة والتعليم والتجارة البيزنطية.
ومما يزيد في قيمة الكتاب احتوائه على عدد من الخرائط والتوضيحات المهمة الفريدة وهذا يدل على الجهد الكبير الذي بذله استاذنا في إخراج الكتاب ونأمل في ان يفيد الباحثون وطلبة الدراسات العليا منه وان يأخذ موقعه في المكتبة التاريخية العربية الحديثة.